# 列比亚日耶 (基洛夫州)
列比亚日耶（羅馬化：Lebyazhʹye）是俄罗斯基洛夫州的市级镇、列比亚日区行政中心，位于伏尔加河流域卡马河支流维亚特卡河畔，小河列比奥德卡河（Лебёдка）在该地汇入维亚特卡河。该地地处基洛夫州南部，在州府基洛夫南方。
该地2021年人口有2,984人；2010年人口3,362；2002年人口3,571；1989年人口3,829。